# 奥托卡尔·切尔宁
奥托卡尔·切尔宁伯爵（德語：Ottokar Theobald Otto Maria Graf Czernin von und zu Chudenitz，1872年9月26日—1932年4月4日），是奥匈帝国贵族、外交官和政治家。他曾于1913年至1916年担任驻罗马尼亚王国公使。1916年卡尔一世继位后，切尔宁升任外交大臣，作为主和派重臣，其谋求帝国早日实现停战。1918年，参与签订《布列斯特-立陶夫斯克条约》。